# Petra Zörner
Petra Zörner (ur. 22 listopada 1946) – niemiecka lekkoatletka, sprinterka. W czasie swojej kariery startowała w barwach Niemieckiej Republiki Demokratycznej.
Zdobyła brązowy medal w sztafecie 4 × 1 okrążenie (w składzie: Regina Höfer,  Zörner, Renate Meißner i Brigitte Geyer) na europejskich igrzyskach halowych w 1967 w Pradze.
Była mistrzynią NRD w sztafecie 4 × 100 metrów w 1965 i 1966, wicemistrzynią w tej konkurencji w 1967 oraz brązową medalistką w 1964, a także mistrzynią w sztafecie 4 × 200 metrów w 1966 i 1967 oraz wicemistrzynią w 1968. W hali była mistrzynią NRD w sztafecie 4 × 1 okrążenie w latach 1965–1968.